# Universidad Nacional de Misiones
La Universidad Nacional de Misiones (UNM o UNaM) es una universidad pública argentina con rectorado y sede principal en la ciudad de Posadas; además posee sedes regionales en Oberá, Eldorado y Apóstoles, en la provincia de Misiones.

## Fundación
Fue fundada el 16 de abril de 1973, a partir de la ley 20.286, durante el gobierno de facto de Alejandro Lanusse como parte del plan Taquini, programa de reorganización de la educación superior que llevaría a la fundación de las Universidades de Jujuy, La Pampa, Lomas de Zamora, Entre Ríos, Luján, Catamarca, Salta, San Juan, San Luis y Santiago del Estero. A partir de este programa se promovió su creación a partir de un redimensionamiento de la Universidad Nacional del Nordeste (UNNE).[cita requerida]

## Facultades y carreras
En 2024, la universidad reunía a más de 29.000 alumnos, 2.521 docentes y 751 trabajadores nodocentes. Cuenta con 25 carreras de pregrado, 53 de grado y 52 de posgrado. Según un relevamiento, realizado por la misma universidad, el 61,5% del estudiantado se compone por mujeres.
La universidad se compone por seis facultades:
| Facultad                                           | Pregrado | Grado | Posgrado |
| -------------------------------------------------- | --- | --- | --- |
| Facultad de Arte y Diseño                          | - Tecnología Cerámica - Tecnología en Medios Audiovisuales y Fotografía                                                                                         | - Licenciatura en Artes Plásticas - Profesorado en Artes Plásticas - Diseño Gráfico - Diseño Industrial - Profesorado en Educación Tecnológica - Arquitectura Urbanismo y Territorio | - Maestría en Cultura Guaraní - Jesuita - Maestría en Diseño Orientada a la Estrategia y la Gestión de la Innovación - Especialización en Cultura Guaraní - Jesuita - Especialización en Educación Tecnológica |
| Facultad de Ciencias Económicas                    | - Secretariado Administrativo. - Tecnicatura Universitaria Administrativo Contable. - Tecnicatura Universitaria en Administración Pública.                      | - Licenciatura en Administración de Empresas. - Licenciatura en Economía. - Contador Público. | - Especialización en Gestión de Empresas Cooperativas. - Maestría en Gestión Pública. - Maestría en Administración Estratégica de Negocios. - Especialización en Contabilidad General y Auditoría. - Especialización en Sindicatura Concursal - Especialización en Tributación. - Doctorado en Administración.                          |
| Facultad de Ciencias Exactas, Químicas y Naturales | - Tecnicatura Universitaria en Celulosa y Papel - Enfermería - Analista en Sistemas de Información - Tecnicatura Universitaria en Tecnologías de la Información | - Bioquímica - Ingeniería en Alimentos - Ingeniería Química - Profesorado en Biología - Farmacia - Licenciatura en Genética - Profesorado en Matemática - Profesorado en Física - Profesorado Universitario en Computación - Licenciatura en Análisis Químicos y Bromatología - Licenciatura en Enfermería - Licenciatura en Sistemas de Información | - Doctorado en Ciencias Aplicadas - Maestría en Ciencias de la Madera, Celulosa y Papel - Maestría en Tecnología de la Madera, Celulosa y Papel - Maestría en Gestión Ambiental - Maestría en Tecnología de los Alimentos - Maestría en Tecnología de la Información - Especialización en Bioquímica Clínica - Doctorado en Informática |
| Facultad de Ciencias Forestales                    | - Técnico Universitario Guardaparque - Técnico en Producción Agropecuaria                                                                                       | - Ingeniería Forestal - Ingeniería en Industrias de la Madera - Ingeniería Agronómica - Profesorado en Ciencias Agrarias | Maestría en Ciencias Forestales |
| Facultad de Humanidades y Ciencias Sociales        | - Bibliotecología - Guía de Turismo - Técnico en Investigación Socioeconómica - Técnico en Comunicación Social - Técnico en Promoción Sociocultural             | - Profesorado en Ciencias Económicas - Licenciatura en Turismo - Licenciatura en Trabajo Social - Licenciatura en Antropología Social - Profesorado en Letras - Profesorado en Historia con Orientación en Ciencias Sociales - Licenciatura en tratamiento y análisis de datos para la investigación socioeconómica - Licenciatura en Historia - Profesorado en Portugués - Profesorado en Educación Especial - Licenciatura en Comunicación Social - Licenciatura en Bibliotecología - Profesorado en Educación - Licenciatura en Educación - Licenciatura en Turismo | - Doctorado en Ciencias Humanas y sociales - Doctorado en Antropología Social - Maestría en Antropología Social - Maestría en Semiótica Discursiva - Maestría en Políticas Sociales - Maestría en Desarrollo Rural - Especialización en Políticas Sociales - Especialización en Docencia Universitaria                                  |
| Facultad de Ingeniería                             | - Tecnología Universitaria Mantenimiento Industrial | - Licenciatura en Higiene y Seguridad en el Trabajo - Ingeniería Electromecánica - Ingeniería Electrónica - Ingeniería Industrial - Ingeniería Civil - Ingeniería en Computación | - Especialización en Higiene y Seguridad en el Trabajo - Especialización en Gestión de Producción y Ambiente - Maestría en Ingeniería Electrónica - Doctorado en Ingeniería Industrial |

## Investigación
A través de sus unidades académicas e institutos, la UNaM busca formar recursos humanos capaces de implementar programas y proyectos de investigación, desarrollo e innovación destinados al mejoramiento de la excelencia académica de sus carreras de grado y postgrado, y consecuentemente la calidad de vida de la sociedad en que se inserta.
La SGCyT (Secretaria General de Ciencia y Técnica) es responsable de la generación, control y vinculación de la investigación científica tecnológica de la UNaM. En el ámbito de la SGCyT funciona el Consejo Asesor, órgano colegiado formado por los secretarios de Ciencia y Tecnología de cada Unidad Académica y presidido por el secretario general, que actúa como comisión asesora de la SGCyT y analiza los temas antes de su presentación al Consejo Superior de la universidad.

### Proyectos
Entre las múltiples actividades de investigación aplicada en la UNaM pueden destacarse por ejemplo la creación de una biofabrica de germoplasma en el Parque Tecnológico Misiones, el banco es una colección de material vegetal vivo, en forma de semillas y esporas, destinado al conocimiento científico que se orienta a la optimización de la conservación y el uso de los recursos fitogenéticos. Uno de sus objetivos es salvaguardar recursos que puedan estar en riesgo de extinción. Y entre las plantas que se conservarán están incluidos cultivos alimentarios de importancia económica, especies hortícolas, forrajeras, medicinales y árboles autóctonos. A continuación se resumen otros de los proyectos mas relevantes:
| Biofábrica                                                  | Se realizaron investigaciones sobre cómo determinar qué tipo de té y de yerba mate presentan las dosis recomendadas de fluoruro para las distintas edades del consumidor. Esto permitirá hallar alternativas para mejorar la salud bucal y la salud ósea en los sectores de menores recursos. Para ello un proyecto de la UNaM analiza, entre otros factores, la cantidad y temperatura de las infusiones, y a qué región de la provincia pertenecen los consumidores de la población que no reciben agua potable fluorada de red. |
| Rescate cultural Jesuítico-Guaraní                          | La UNaM también tiene un programa de música centrado en la valoración de la cultura jesuítico-guaraní, patrimonio intangible de las reducciones guaraníes en Misiones y en las zonas aledañas de Paraguay y Brasil. La tarea se afirma, entre otras cosas, con un trabajo de sensibilización en las comunidades educativas y en la población en general. |
| Escáner digital para yerba mate                             | Investigadores de la UNaM en la búsqueda de los atributos de calidad de la yerba mate, la cual se encuentra en diferenciadores de su contenido de palo, desarrollaron un novedoso método mediante análisis de imagen permite efectuar la determinación del contenido de palo en la yerba mate elaborada y envasada. Respecto del procedimiento establecido por el Código Alimentario Argentino, que resulta hoy deficiente, el nuevo desarrollo permite la determinación en forma precisa, rápida y a muy bajo costo.              |
| Tareferos, marginalidad y exclusión detrás de la yerba mate | Según estudios de la UNaM, los tareferos o cosechadores de la yerba mate de Misiones deben soportar de manera cotidiana el empleo en negro y esclavo, viviendas precarias, falta de acceso a los servicios básicos, trabajo infantil y otras problemáticas. Por primera vez, esta cruda realidad se comprueba a través de datos estadísticos en base al “Primer relevamiento provincial de tareferos”. |

## Extensión universitaria
La extensión universitaria constituye una de sus funciones sustantivas. Tiene por objetivo poner a disposición de la sociedad los conocimientos que se generan en la universidad, desde el nivel central y en las unidades académicas. Las actividades de extensión implican la transferencia científico-tecnológica, la educación permanente, la difusión de las acciones y producciones de la UNaM, el desarrollo de las expresiones culturales y la vinculación institucional. En la Secretaría General de Extensión Universitaria, del rectorado de la UNaM, funcionan 10 programas permanentes, además de oficinas y departamentos.
Sin perder el espíritu de extensión inspirado en la Revolución Universitaria del 18, la Universidad Nacional de Misiones desarrolla las actividades de extensión con el objeto de promover la interacción con el medio en el cual está inserta, aportando al crecimiento social y cultural de la región. Buscando cumplir un rol social dentro de su entorno, se llevan a cabo Jornadas en especializadas en extensión desde 2008, con el objetivo de promover y difundir propuestas transformadoras de la realidad social, económica y productiva de la región, en la ciudad de Oberá.

### Donación voluntaria
El compromiso social de extensión también puede reflejarse en la iniciativa es de un equipo de estudiantes avanzados y profesionales de la UNaM que apuntan a cambiar el modelo actual de reposición por el del donante voluntario y habitual. Vinculadas a la donación, circulan diversas creencias falsas como que debilita, provoca enfermedades cardíacas, etc. Las charlas informativas que el grupo de voluntariado brinda en diversas facultades enfatizan en desterrar estos mitos y en cuáles son las cuestiones a tener en cuenta en el momento de donar.

### Capacitación a comunidades Guaraníes
A través de la labor de la UNaM, comunidades guaraníes recibieron capacitación para la preservación, producción y comercialización sustentable de orquídeas de la selva paranaense. El trabajo llevado a cabo por las comunidades representa una fuente de ingresos que implica la disminución en la presión sobre el recurso. Entre las actividades llevadas a cabo se cuentan la rustificación, transferencia al umbráculo y siembra in vitro de las orquídeas.

## Radio Universitaria
Desde 1992, cuenta además con una editorial y una emisora radial, la FM Universidad Nacional de Misiones (LRH301) que transmite también a través de Internet.
En la programación de la radio se difunden las actividades universitarias, así como las acciones realizadas por organizaciones sociales locales.

## Día del Graduado de la Universidad Nacional de Misiones
El Día del Graduado de la Universidad Nacional de Misiones (UNaM) se conmemora cada 30 de octubre, desde el 2017, ya que esta institución no contaba con una fecha de celebración para este claustro que supera los más de 20.000 profesionales en 45 años de trayectoria y que hoy cuenta con 60 carreras de grado y pregrado. 
La fecha elegida es en referencia a la fecha de la Resolución 219 del 30 de octubre de 1974 que resolvió expedir los diplomas de los primeros graduados de la UNaM.Fue propuesto y aprobado por unanimidad.
Según consta en la resolución, la iniciativa busca “la conmemoración de un día en homenaje a todos los egresados de nuestra Universidad que en diferentes lugares se hacen presentes diariamente con su trabajo, compromiso y profesionalidad”, así como que el desempeño de los graduados “es expresión y testimonio del resultado logrado por la Universidad en dicho quehacer”.

## Controversias

### Albergues Estudiantiles bajo condiciones inhumanas
Según diversas fuentes, sus Albergues para estudiantes de bajos ingresos no suelen cumplir con el estatuto de asistencia y los reglamentos de mantenimiento y servicios domésticos acordados en el contrato de residencia.Esto ha causado acusaciones por parte de familias, ONGs y asociaciones estudiantiles denunciando que las residencias están bajo condiciones precarias, carencia de servicios básicos (Agua y Luz), y la falta de seguridad.